# 貝倫區 (邁納斯省)

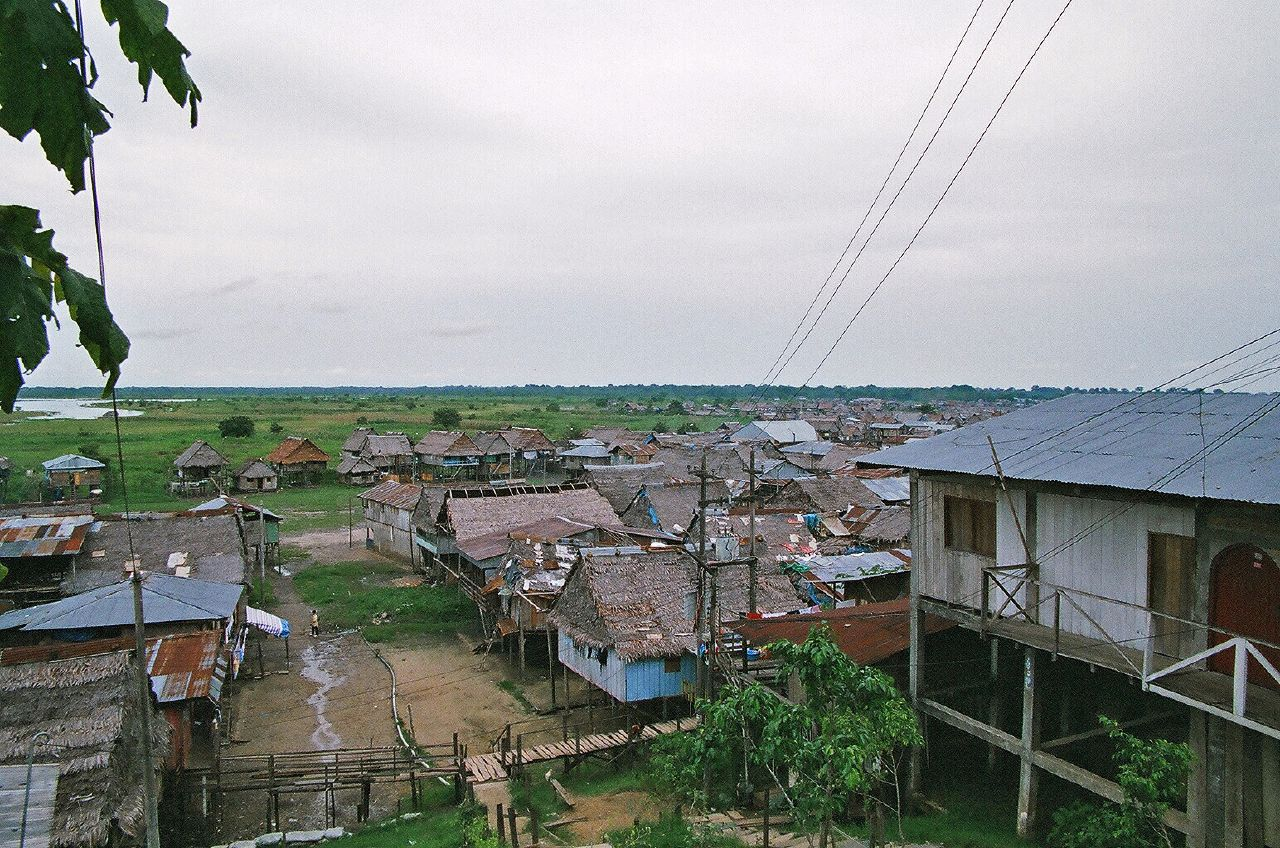

貝倫區（西班牙語：Distrito de Belén），是秘魯的一個區，位於該國東北部洛雷託大區的邁納斯省，始建於1999年11月5日，面積632平方公里，海拔高度110米，2005年人口66,804，人口密度每平方公里110人。